# 27363 Alvanclark
27363 Alvanclark este un asteroid din centura principală de asteroizi.

## Descriere
27363 Alvanclark este un asteroid din centura principală de asteroizi. A fost descoperit pe 1 martie 2000 în cadrul proiectului CSS. Asteroidul prezintă o orbită caracterizată de o semiaxă mare de 2,75 ua, o excentricitate de 0,04 și o înclinație de 4,6° în raport cu ecliptica.